# Node (gruppo musicale)
I Node sono una thrash/death metal band italiana, formatasi nel 1994 a Milano. Raggiungono una buona popolarità sia in Italia che all'estero tra il 2002 ed il 2007, grazie a tre album ben accolti dalla critica e dal pubblico e ad una serie di concerti, tour e festival in compagnia di band di spicco nel panorama metal internazionale.

## Storia del gruppo

### Gli esordi ed il primo full-length (1994-1998)
I Node nascono nel 1994 per volontà del chitarrista Steve Minelli (ex-Death SS) e dopo pochi mesi registrano il primo demo "Grind Revolution in Mass Evolution". L'anno successivo, con una nuova formazione che vede (oltre allo stesso Minelli) Gary D'Eramo alla chitarra e voce, Klaus Mariani al basso e John Manti alla batteria, la band registra l'EP di esordio "Ask", pubblicato da Lucretia Records International. Nel corso dell'anno i Node tengono vari concerti, arrivando a supportare i Death durante la data del Symbolic Tour al Rainbow Club di Milano (6 ottobre 1995).
Nei due anni successivi la line-up della band subisce due cambi, John Manti lascia nell'Aprile del 1996 e viene sostituito alla batteria da Oinos (ex-Sadist), mentre nel marzo del 1997 si verifica l'uscita del chitarrista/cantante Gary D'Eramo, sostituito da Daniel Botti, nel ruolo di cantante. Con questa nuova formazione, i Node possono registrare per la Lucretia Records il loro primo full-length CD Technical Crime, che viene pubblicato nel gennaio 1998 e contiene la cover dei Jethro Tull "Hymn 43". Appena dopo l'uscita del disco, Oinos decide di abbandonare il gruppo ed i Node ricorrono a Loris Pacaccio, batterista che li accompagnerà in tutta l'attività live del '98. L'uscita di Technical Crime procurò al gruppo una buona visibilità, portandoli a partecipare a numerosi festival metal, tra i quali l'Italian Gods of Metal del 14 febbraio 1998. Nello stesso anno la band suona di supporto a band come Exodus ed Anathema.

### Contratto con Scarlet Records ed ascesa (1999-2005)
Il 1999 è un anno di crisi e cambi di line-up. Gary D'Eramo rientra in formazione in qualità di chitarrista. Successivamente, a causa di problemi interni e divergenze artistiche, la band entrerà in un periodo di stallo, che sfocerà poi nell'abbandono del membro fondatore Steve Minelli. Daniel Botti deciderà allora di imbracciare la chitarra, oltre a ricoprire il suo ruolo di cantante.
Nel 2000 la Lucretia Records ristampa Technical Crime e pubblica un EP chiamato Sterilized contenente un pezzo inedito. I Node decidono di cambiare label e coinvolgono nel progetto il batterista dei Gory Blister, Joe La Viola, producendo a giugno un nuovo demo-CD chiamato Land of Nod. Grazie a questo lavoro giungono al contratto con Scarlet Records nel mese di settembre. Joe La Viola viene però sostituito per indisponibilità nella prosecuzione del progetto da Mario Giannini.
Nel 2001 il gruppo si esibisce con la nuova formazione al Plan 9 Metal Festival del Made in BO assieme a band come Novembre, Undertakers, Handful of Hate e suona anche in singole date sparse per la penisola. Nel mese di agosto i Node registrano il loro secondo full-length agli Underground Studios di Pelle Saether (Västerås, Svezia), già conosciuti per i lavori di Necrodeath, Carnal Forge e Terror 2000. Il 2002 si apre con l'esibizione nella data italiana del tour di Mortician, Carnal Forge e Darkside presso l'Indian's Saloon di Bresso (MI). Il 25 febbraio 2002 Scarlet Records pubblica Sweatshops. Per promuovere l'album la band intraprende una lunghissima serie di date per tutta la penisola riscuotendo un enorme successo arrivando, in giugno, ad aprire la prima giornata della sesta edizione del Gods of Metal, durante la quale si esibirono band di elevatissima caratura, quali Slayer, Halford e Kreator. Pochi mesi dopo (in settembre) Mario Giannini lascia la band sostituito da Marco Di Salvia, batterista di grandi capacità tecniche. Questa nuova formazione godrà di una stabilità e longevità fino a quel momento mai raggiunte dalla band, arrivando a registrare i successivi due album in studio.
Durante l'anno successivo (2003) i Node continuano l'attività live, in marzo aprono la data Italiana degli Anthrax, presso l'Alcatraz di Milano, e lavorano al materiale che andrà a comporre il nuovo album. Das Kapital è il titolo scelto per il terzo full-length, e durante il mese di agosto la band si reca nuovamente presso gli Underground Studios per le fasi di registrazione. L'album viene successivamente pubblicato nel febbraio del 2004 da Scarlet Records e promosso, nei due mesi successivi, con un tour italiano di supporto ai Lacuna Coil. Durante il resto dell'anno la band continua la promozione del nuovo album, con una serie di date da headliner ed aprendo i concerti italiani di band come Fear Factory ed Hatesphere. In autunno la band prende parte anche al Gryphonparty II a Zurigo, di spalla ai tedeschi Agathodaimon. La band viene eletta da Metal Hammer e Rock hard migliore Act Italiano nella sezione Death/Thrash. Nel giugno del 2005 i Node prendono parte alla seconda edizione del Tradate Iron Fest insieme a Domine, Necrodeath, Saxon ed altri nomi del metal mondiale.

### Massacre Records e quarto full-length (2005-2007)
Il 2005 segna la fine del contratto con Scarlet Records, dopo 5 anni di fruttuosa collaborazione. Durante il mese di agosto la band si reca nuovamente in Svezia, presso gli Underground Studios, dove verranno registrati i brani per il nuovo album As God Kills. Nel gennaio 2006 arriva il nuovo contratto discografico con l'etichetta Massacre Records, una delle più rinomate etichette metal tedesche. As God Kills viene pubblicato la primavera successiva in tutta Europa riscuotendo successo non solo in Italia, ma soprattutto all'estero dove viene celebrato dalla stampa specializzata come un capolavoro di Thrash metal made in Italy.
Per supportare il nuovo album, i Node intraprendono in autunno un tour Europeo di supporto ai conterranei Lacuna Coil, ed organizzano una serie di date da headliners in Italia.
Per la prima volta dall'inizio della loro carriera, i Node realizzano anche un videoclip, la traccia prescelta è proprio la title track As God Kills. Il video viene pubblicato in luglio in tutta Europa. In Italia il video viene passato dall'emittente televisiva Rock TV, ma deve passare sotto l'ascia della censura per via di una immagine giudicata non appropriata.

### Cambio del frontman: "In The End Everything is a Gag" (2008-2011)
A novembre 2008 Daniel Botti annuncia di voler abbandonare i Node dopo 12 anni e 4 album. Suona ancora per qualche mese con il gruppo, per dare loro il tempo di trovare chi lo sostituisse. A marzo 2009, Botti tiene il suo ultimo concerto coi Node allo ZOE di Milano. È un durissimo colpo, ma lo show deve continuare. Il suo posto viene ricoperto da Beppe (Rex) Caruso alla voce e Andrea (Attila) Caniato alla chitarra. I Node per la prima volta diventano un fivepiece e si mettono al lavoro per la realizzazione del quinto album.
Nel luglio 2009 entrano in studio presso i Syncropain Studios di Pisa sotto la direzione del produttore Marco Ribecai, ma anche Klaus Mariani, dopo 15 anni di attività, e a distanza di pochi mesi dall'addio di Daniel, decide di non registrare le parti di basso nell'album e in seguito di abbandonare la band per motivi personali. I Node, per l'ennesima volta, non si scoraggiano, e fanno registrare le parti del nuovo album al produttore, Marco Ribecai, mettendosi immediatamente alla ricerca di un nuovo bassista. La scelta cade su Gabriel Pignata, bassista dei Destrage. A ottobre 2009 i Node firmano nuovamente per Scarlet Records e si apre una nuova pagina nella storia della band alimentata da nuovi stimoli. Il 25 gennaio 2010 esce In the End Everything Is a Gag.
Dopo appena due concerti successivi all'uscita dell'album, anche Marco Di Salvia abbandona il gruppo, per entrare come batterista nella Pino Scotto Band. Il cantante Rex Caruso, entrato nei Node soltanto pochi mesi prima, abbandona poco tempo dopo, per dedicarsi alla sua band. I Node sostituiscono entrambi i componenti nel giro di pochi mesi: alla voce arriva Giacomo Lavatura (ex leader dei romagnoli Figure Of Six), mentre dietro le pelli Marco Di Salvia viene rimpiazzato inizialmente da Francesco J. Rivabene (luglio) e successivamente da Pietro Battanta.
La Band è protagonista nel settembre 2010 dello spot pubblicitario delle agende Comix trasmesso dalle reti televisive in tutto il territorio nazionale. Lo spot oltre che avere come protagonisti tutti i membri della band ha come colonna sonora i pezzi di New Order ed As God Kills, primi pezzi thrash metal a fare parte di uno spot mainstream nella storia della televisione italiana. Dopo un tour estivo Andrea Caniato e Gabriel Pignata lasciano la band.

### "Cowards Empire" (2012-2016)
Durante i primi mesi del 2012, la band sembra trovare nuova stabilità, reclutando Rudy Gonella Diaza alla chitarra e da Davide (Dero) De Robertis al basso, ma nell'autunno successivo la band deve affrontare una nuova defezione. Jack Lavatura abbandona ad ottobre 2012, lasciando la band nuovamente senza frontman. La ricerca di un nuovo cantante sembra essere particolarmente fortunata, dopo circa due mesi la band recluta infatti CN Sid. Con la nuova formazione, la band riprende l'attività live e nel maggio del 2013 annuncia ufficialmente il suo ritorno sulle scene con tre concerti in nord Italia.
Il 2014 è un anno importante per i Node, segna infatti l'importante traguardo dei venti anni di attività della band. Il 15 marzo del 2015 festeggia questo traguardo con uno speciale concerto presso il Centrale Rock Pub di Erba (CO). A questo show prendono parte anche molti degli ex membri della band, tra cui Marco Di Salvia e lo storico bassista della band Klaus Mariani. Pochi mesi dopo, la band partecipa alla decima edizione del Total Metal Festival (Bitonto, Bari, 19-20 luglio 2014) assieme a band del calibro di Decapitated, Behemoth e Kreator.
Nel marzo del 2015 i Node iniziano le registrazioni del nuovo album (il sesto), presso i Rec Lab Studio di Larsen Premoli (Destrage). Le sessioni terranno occupati i ragazzi per i successivi sei mesi e termineranno in agosto. Cowards Empire, questo il titolo scelto per il nuovo full-length, viene pubblicato dall'etichetta italiana Punishment 18 il 26 aprile del 2016. L'album si compone di 11 brani inediti ed include un bonus DVD che propone il concerto tenuto due anni prima per il ventennale della band. Il singolo apripista scelto dalla band è Jerry Mander (2016 version), ossia una versione ri-registrata di uno dei classici della band, presente sull'album Sweatshops del 2002. Questa nuova versione non viene inclusa nell'album, ma viene distribuita tramite digital download. Viene realizzato anche un lyric video. La versione digitale dell'album include come bonus track un'altra rivisitazione, trattasi in questo caso del brano Children (originariamente presente sull'album Technical Crime del 1997) che vede la partecipazione dell'ex-membro fondatore Steve Minelli.

### Un nuovo corso (2016 -presente)
Nel dicembre 2016 De Robertis e Diaza lasciano improvvisamente la band all'indomani delle date promozionali di Cowards Empire per ragioni di tipo personale, Diaza viene sostituito alla chitarra in pianta stabile dal trentino Giancarlo Mendo, chitarrista degli Australwave e bassista degli Indecent Extincion, mentre il posto di De Robertis rimane vacante un anno. Gabriel Pignata torna momentaneamente nella band per sostituirlo nelle date live da febbraio ad agosto 2017. A dicembre 2017 Gary D'Eramo dopo più di 20 anni come chitarrista prende la decisione di passare al basso e viene ingaggiato il chitarrista dei Deceit Machine Gabriele Ghezzi. La band pubblica l'Ep live Propheta contenente alcuni pezzi live registrati dalla nuova formazione con l'Inedito La Tua Vita che sfugge  registrata insieme agli In,Si.Dia . 

## Formazione

### Formazione attuale
- Dave Arri - voce (2022-presente)
- Gary D'Eramo- basso (2017 -presente) chitarra (1995-1997, 1999 - 2017), voce (1995-1997)
- Gabriele Ghezzi - chitarra (2017-presente)
- Pietro Battanta - batteria (2010-presente)

### Ex componenti
- Daniel Botti - voce e chitarra (1997-2009)
- Beppe (Rex) Caruso - voce (2009-2010) (Ira)
- Jack Lavatura - voce (2010-2012) (ex-Figure Of Six)
- Steve Minelli - chitarra (1994-1999) (ex-Death SS, live session per i Lacuna Coil)
- Andrea Caniato - chitarra (2009-2011)
- Klaus Mariani - basso (1995-2010)
- Gabriel Pignata - basso (2009-2011) (Destrage)
- John Manti - batteria (1995-1996)
- Oinos - batteria (1996-1998) (Sadist)
- Loris Pacaccio - batteria (1998-1999)
- Joe La Viola - batteria (2000) (Gory Blister)
- Mario Giannini - batteria (2000-2002) (Fire Trails, Beholder, Dragon's Cave, Cold Raven)
- Davide ( Dero) De Robertis - basso (2012-2016)
- Marco Di Salvia - batteria (2002-2010)
- Giancarlo Mendoi - chitarra (2016-2022)* Rudy Gonella Diaza - chitarra (2012-2016)

## Discografia
Album in studio
- 1997 - Technical Crime
- 2002 - Sweatshops
- 2004 - Das Kapital
- 2006 - As God Kills
- 2010 - In the End Everything Is a Gag
- 2016 - Cowards Empire

EP
- 1995 - Ask
- 2000 - Sterilized
- 2018 - Propheta